# Theodor Edler von Lerch
Compléments
Permit l'introduction du ski au Japon.
Theodor Edler von Lerch, né le 31 août 1869 à Presbourg, Autriche-Hongrie et décédé à l'âge de 76 ans le 24 décembre 1945 à Vienne, est un général de l'armée austro-hongroise, pionnier de l'enseignement du ski au Japon. La préfecture de Niigata, au Japon, en a fait une mascotte pour lui rendre hommage. 
Formé au ski par Mathias Zdarsky, il travaille de 1910 à 1912 dans la 13e division de l'armée impériale japonaise dans le cadre d'un échange d'officiers, ce qui lui permet d'introduire la pratique du ski dans ce pays. 
Il réalise en 1911 la première ascension à ski du mont Fuji.
Un monument et un musée en sa mémoire ont été construits dans la ville de Jōetsu où se tient chaque année en février le Lerch-Festival (レルヒ祭, Reruhi matsuri).
Un autre monument à sa mémoire se trouve à l'aéroport de la ville d'Asahikawa en plus d'une exposition permanente au musée Hokuchin.
La préfecture de Niigata, au Japon, en 